# Дарлінгтон Нагбе
Дарлінгтон Нагбе (англ. Darlington Nagbe, нар. 19 липня 1990, Монровія) — ліберійський і американський футболіст, півзахисник клубу «Портленд Тімберс».
Виступав, зокрема, за клуб «Клівленд Інтернешнлс», а також національну збірну США.

## Клубна кар'єра
Народився 19 липня 1990 року в столиці Ліберії місті Монровія. У п'ятимісячному віці мати вивезла його з охопленої громадянською війною країни і вони приєдналися до батька, Джо Нагбе, професійного футболіста, який на той час грав у Європі. За десять років родина опинилася у США. Вихованець футбольної команди «Університету Акрону».
У дорослому футболі дебютував 2007 року виступами за команду клубу «Клівленд Інтернешнлс», в якому провів три сезони, взявши участь у 18 матчах чемпіонату. У клубі був одним з головних бомбардирів команди, маючи середню результативність на рівні 0,39 голів за гру.
До складу клубу «Портленд Тімберс» приєднався 2010 року. Відтоді встиг відіграти за команду з Портланда 181 матч в національному чемпіонаті.

## Виступи за збірну
2015 року дебютував в офіційних матчах у складі національної збірної США. Наразі провів у формі головної команди країни 10 матчів, забивши 1 гол.
У складі збірної був учасником розіграшу Кубка Америки 2016 року у США.

## Статистика клубних виступів
Станом на 31 травня 2017
| Сезон             | Команда                | Дивізіон            | Чемпіонат | Чемпіонат | Кубок | Кубок | Плей-оф | Плей-оф | Континентальні кубки | Континентальні кубки | Усього | Усього |
| Сезон             | Команда                | Дивізіон            | Ігор      | Голів     | Ігор  | Голів | Ігор    | Голів   | Ігор                 | Голів                | Ігор   | Голів  |
| ----------------- | ---------------------- | ------------------- | --------- | --------- | ----- | ----- | ------- | ------- | -------------------- | -------------------- | ------ | ------ |
| 2007              | «Клівленд Інтернешнлс» | USL ПДЛ             | 8         | 2         | -     | -     | -       | -       | -                    | -                    | 8      | 2      |
| 2008              | «Клівленд Інтернешнлс» | USL ПДЛ             | 1         | 0         | -     | -     | -       | -       | -                    | -                    | 1      | 0      |
| 2009              | «Клівленд Інтернешнлс» | USL ПДЛ             | 5         | 5         | -     | -     | -       | -       | -                    | -                    | 5      | 5      |
| 2010              | «Клівленд Інтернешнлс» | USL ПДЛ             | 4         | 0         | -     | -     | -       | -       | -                    | -                    | 4      | 0      |
| Клівленд разом    | Клівленд разом         | Клівленд разом      | 18        | 7         | 0     | 0     | 0       | 0       | 0                    | 0                    | 18     | 7      |
| 2011              | «Портленд Тімберс»     | Major League Soccer | 28        | 2         | -     | -     | -       | -       | -                    | -                    | 28     | 2      |
| 2012              | «Портленд Тімберс»     | Major League Soccer | 33        | 6         | 1     | 0     | -       | -       | -                    | -                    | 34     | 6      |
| 2013              | «Портленд Тімберс»     | Major League Soccer | 34        | 9         | 4     | 1     | 4       | 1       | -                    | -                    | 42     | 11     |
| 2014              | «Портленд Тімберс»     | Major League Soccer | 32        | 1         | –     | –     | –       | –       | 2                    | 0                    | 34     | 1      |
| 2015              | «Портленд Тімберс»     | Major League Soccer | 33        | 5         | 1     | 0     | 6       | 0       | –                    | –                    | 40     | 5      |
| 2016              | «Портленд Тімберс»     | Major League Soccer | 27        | 1         | 1     | 0     | –       | –       | 3                    | 1                    | 31     | 2      |
| 2017              | «Портленд Тімберс»     | Major League Soccer | 10        | 2         | 0     | 0     | 0       | 0       | –                    | –                    | 10     | 2      |
| Портленд разом    | Портленд разом         | Портленд разом      | 197       | 26        | 7     | 1     | 10      | 1       | 5                    | 1                    | 219    | 29     |
| Разом             | США                    | США                 | 215       | 33        | 7     | 1     | 10      | 1       | 5                    | 1                    | 237    | 36     |
| Усього за кар'єру | Усього за кар'єру      | Усього за кар'єру   | 215       | 33        | 7     | 1     | 10      | 1       | 5                    | 1                    | 237    | 36     |

## Досягнення
- Володар Золотого кубка КОНКАКАФ (1): 2017